# Karl Sattler (Politiker, 1896)
Karl Sattler (* 28. Januar 1896 in Mainz; † 1944 oder 1945 im KZ Bergen-Belsen) war ein deutscher Maschinenschlosser und Politiker (KPD).

## Leben und Wirken
Sattler, ein gelernter Maschinenschlosser, begann nach dem Ersten Weltkrieg sich in der Kommunistischen Partei Deutschlands (KPD) zu engagieren. Von 1930 bis Juli 1932 gehörte er dem Berliner Reichstag als Abgeordneter seiner Partei für den Wahlkreis 20 (Köln-Aachen) an. Im Wahlkampf legten ihm seine politischen Gegner seine Vorstrafen wegen Diebstahls zur Last. Außerdem war er Mitglied des Stadtrates in seiner langjährigen Heimatstadt Köln und Lokalredakteur der Kölner KPD-Zeitung Sozialistische Republik.
Nach der nationalsozialistischen „Machtergreifung“ befand sich Sattler von Februar 1933 bis April 1934 und erneut ab Juni 1936 in Haft. Im März 1937 wurde er vom Oberlandesgericht Hamm wegen „Vorbereitung zum Hochverrat“ zu viereinhalb Jahren Zuchthaus und drei Jahren Ehrverlust verurteilt. Nach der Entlassung aus dem Zuchthaus Siegburg stand Sattler unter polizeilicher Überwachung. Am 22. August 1944 wurde er in der „Aktion Gitter“ erneut verhaftet. Sattler starb unter unbekannten Umständen im KZ Bergen-Belsen; das Todesdatum 8. Mai 1945 wurde 1950 gerichtlich festgesetzt.

## Gedenken

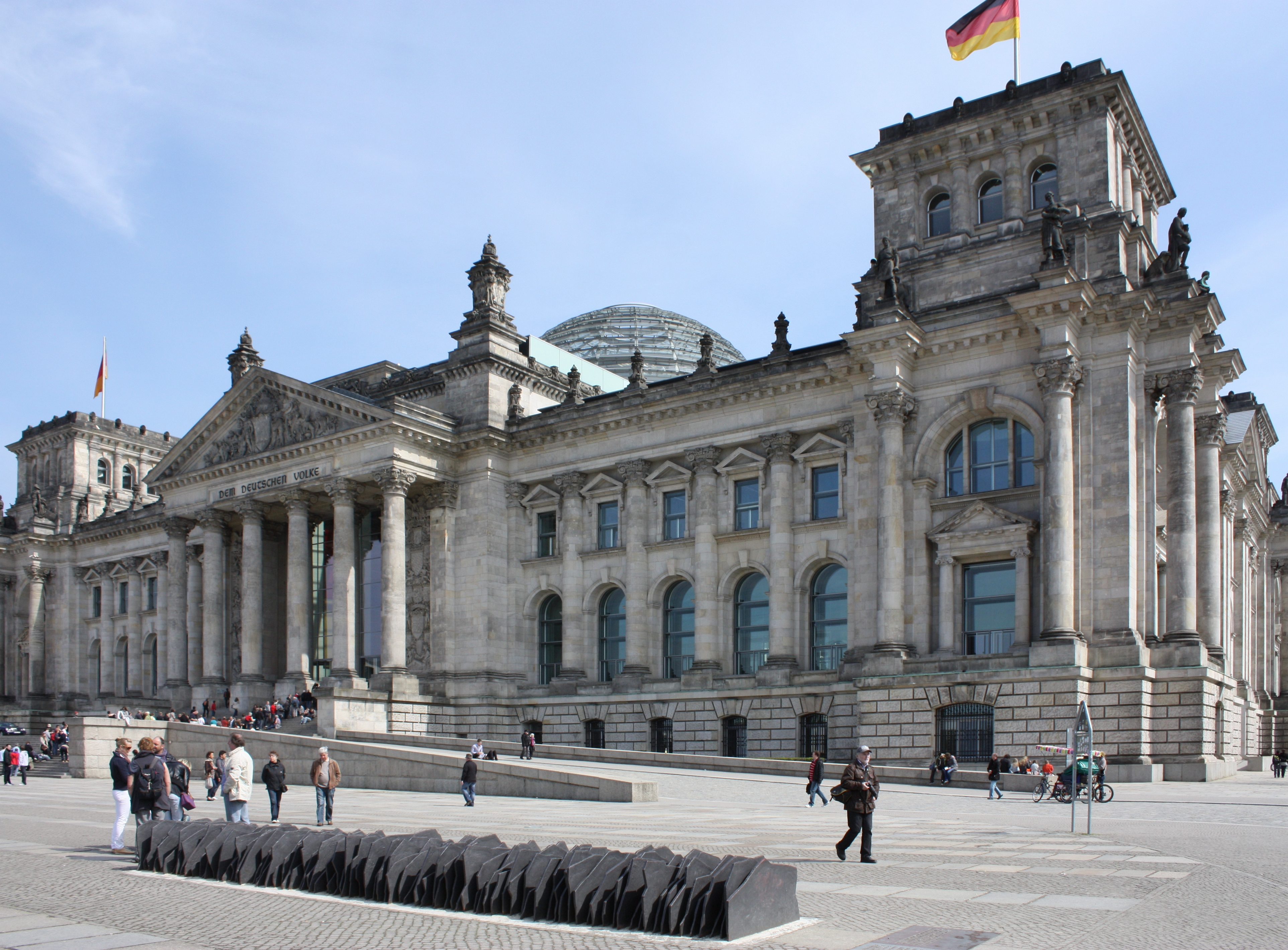
Gedenktafeln am Reichstag

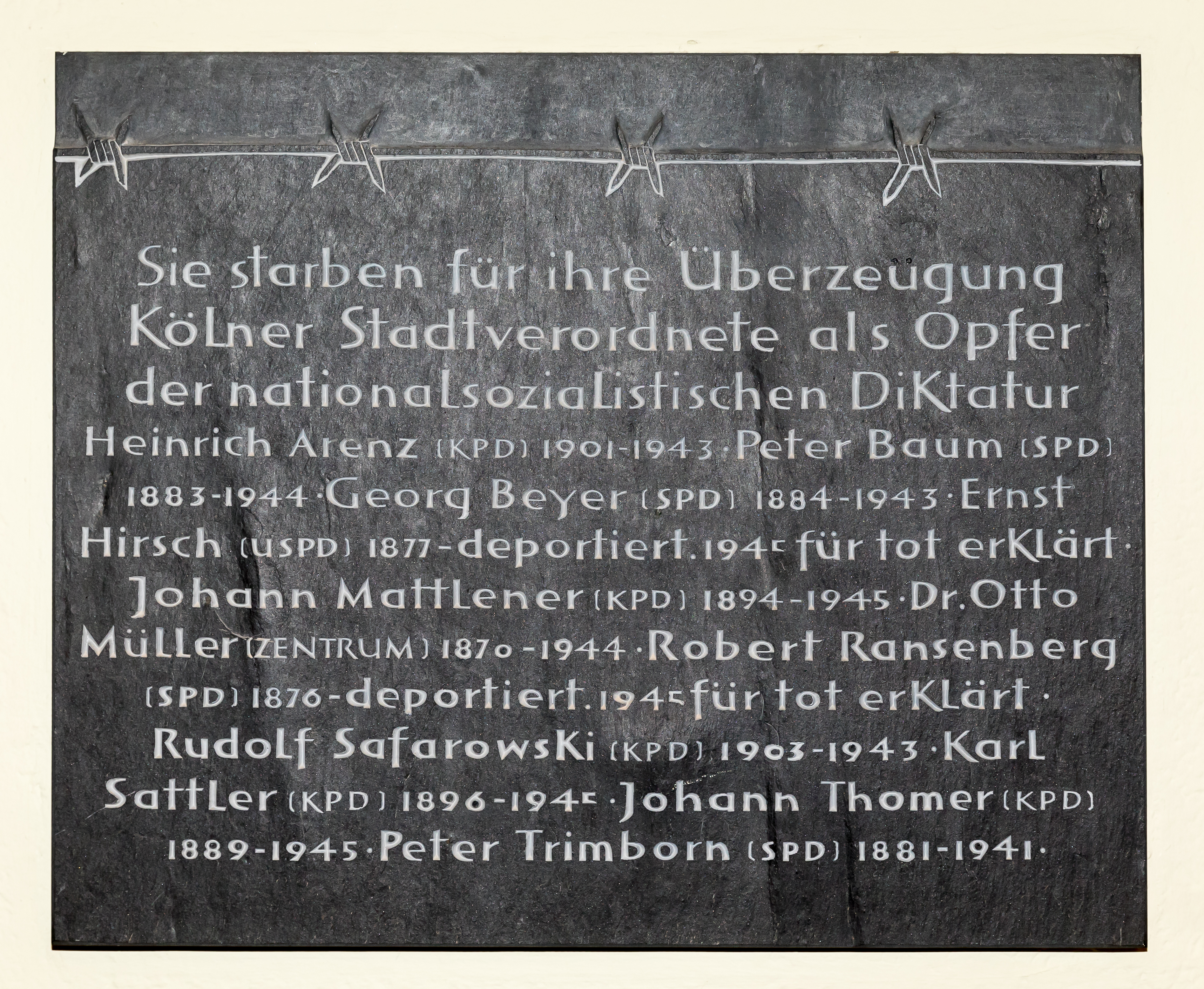
Gedenktafel im Spanischen Bau des Rathauses Köln

Seit 1992 erinnert in Berlin in der Nähe des Reichstags eine der 96 Gedenktafeln für von den Nationalsozialisten ermordete Reichstagsabgeordnete an Sattler.
Im Spanischen Bau des Kölner Rathauses befindet sich eine Gedenktafel für die Kölner Stadtverordneten, die Opfer des nationalsozialisten Regimes wurden.